# Bälingeberget
Bälingeberget ist ein Naturreservat in der Kommune Luleå in Schweden. Es liegt wenige Kilometer südwestlich des Dorfes Bälinge. Der höchste Punkt ist 139 Meter hoch.
Das Naturschutzgebiet wurde 1967 eingerichtet und 2004 überarbeitet. Die Größe beträgt 2,8 Quadratkilometer. Das Gebiet liegt etwa 15 km vom Stadtzentrum von Luleå entfernt.
Vor 9000 bis 10.000 Jahren, nachdem das Eis der Arktis geschmolzen war, wurde das Gebiet vollständig überflutet. Zu dieser Zeit lag der Meeresspiegel 230 Meter höher als heute. Erst nachdem der Meeresspiegel sank, entstand das Gebiet.

## Bilder

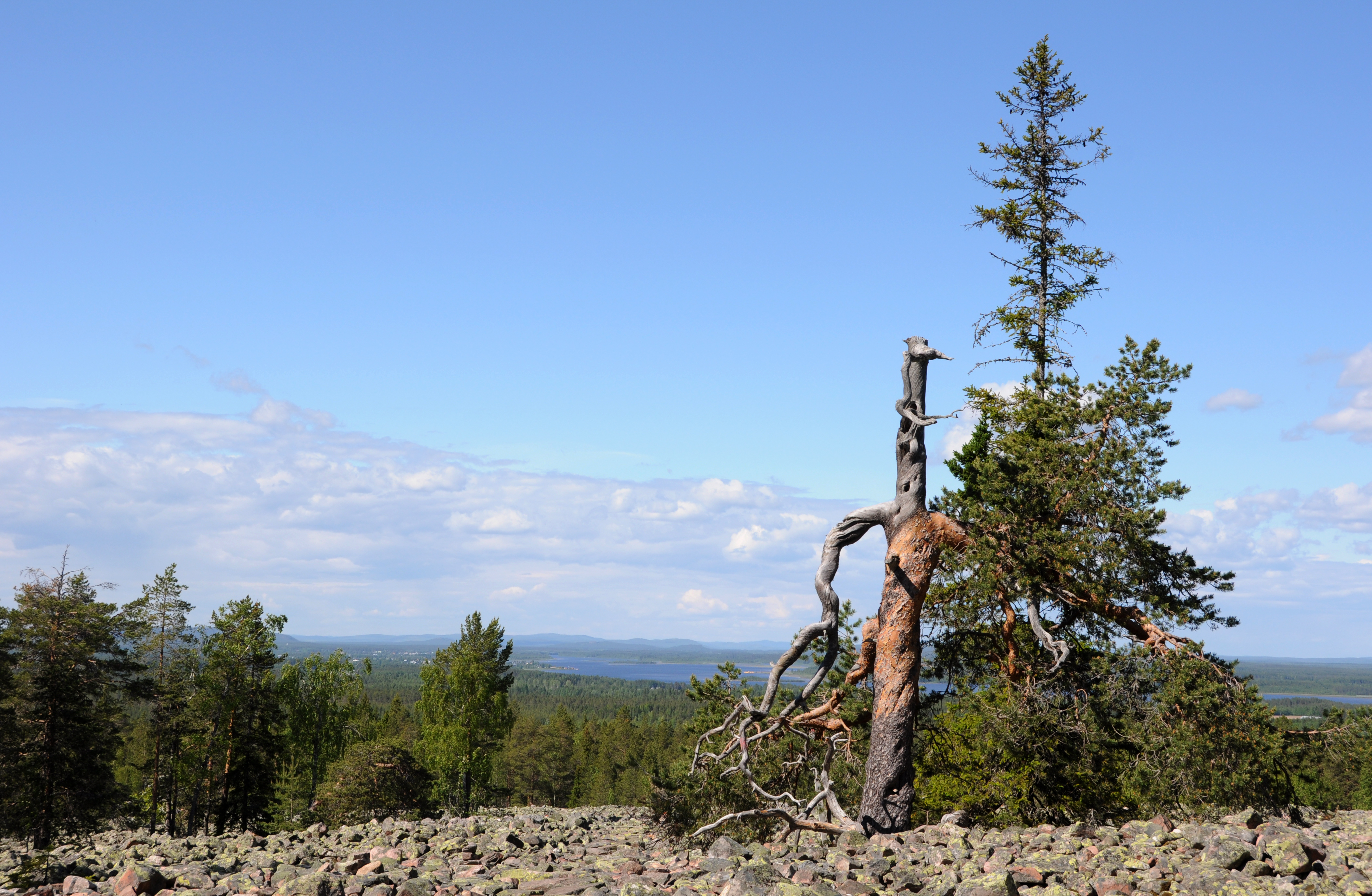
Aussicht vom Steinfeld am Bälingeberget